# Juliette Mey
Juliette Mey, née le 12 janvier 2000 à Toulouse est une mezzo-soprano française.
Elle est révélation artiste lyrique aux Victoires de la musique classique 2024.

## Biographie
Juliette Mey est une mezzo-soprano originaire de Toulouse. 
Elle commence la musique à l'âge de sept ans en entrant en classe aménagée au Conservatoire de Toulouse. Elle se forme au violoncelle avec Jérôme Cuvillier et chante dans la chorale du conservatoire.
À l'entrée au collège, elle passe le concours d'entrée à la Maîtrise du Conservatoire de Toulouse dirigée par Mark Opstad et se réoriente vers le chant lyrique. Dès l'âge de 13 ou 14 ans, elle chante de nombreux solo avec la Maîtrise. 
Elle intègre la classe de chant de Léa Pasquel au Conservatoire de Montpellier dont elle est diplômée en 2021. En parallèle, elle est admise en 2018 au pôle baroque de Toulouse pour un cursus de 3 ans consacré à la musique française, anglaise, allemande et italienne des XVIIe et XVIIIe siècles, auprès de Salomé Haller, Jérôme Correas et Samuel Crowther, entre autres. En décembre 2020, elle est sélectionnée pour participer aux masterclass de William Christie avec Les Arts florissants.
En février 2021, elle est reçue au Conservatoire national supérieur de Paris à l’unanimité du jury. Elle est membre de la promotion Génération Opéra 2022.

## Rôles
En 2022-2023, elle interprète La Cenerentola dans une version « jeune public » de l’opéra de Rossini donnée au Théâtre des Champs-Élysées puis à l'Opéra de Rouen. Elle chante dans une mélodie de Liszt lors des représentations du ballet Mayerling à l'Opéra Garnier et effectue des concerts aux côtés de l’Orchestre national Montpellier Occitanie puis des musiciens de l’Orchestre d’Auvergne.
Pour la saison 2023-2024, elle effectue, une tournée internationale avec le jardin des Voix The Fairy Queen de Purcell sous la direction de Paul Agnew et William Christie Les arts Florissants, interpréte la Grande Messe en Ut de Mozart sous la direction de Gianluca Capuano au festival de Salzbourg, Un concert avec Les talents lyriques de Christophe Rousset, un récital au Solsberg Festival de Bâle, le rôle d’Isaura (Tancredi) à l’Opéra de Rouen, les rôles d’Amore et Valletto (L'incoronazione di Poppea) à l’Opéra de Toulon, les rôles de Proserpine, Diane, Thétis et une nymphe de la Marne dans Alceste de Lully et le rôle de Junon (Platée) avec la Chapelle Harmonique. Des concerts également avec le Ricercar Consort, les Épopées, et la Chapelle Harmonique.

## Distinctions
- 2021 : 1er Prix du concours Jeunes Espoirs Raymond-Duffaut d’Avignon (Premier prix « Jeune talent », Prix du meilleur interprète du répertoire italien et Prix du public)[5]
- 2022 : lauréate de la 11e Académie du jardin des Voix
- 2022 : lauréate de l’Académie du festival d’Aix
- 2023 : lauréate du prestigieux Concours international Reine Elisabeth
- 2023 : lauréate du Concours Voix Nouvelles
- 2024 : Révélation artiste lyrique aux Victoires de la musique classique
- 2024 : Prix Jeune soliste 2024, décerné par les Médias Francophones Publics